# Alchemilla adolfi-friederici
Alchemilla adolfi-friederici é uma espécie de rosácea do gênero Alchemilla, pertencente à família Rosaceae.